# ルー・リード
ルー・リード（Lou Reed、1942年3月2日 - 2013年10月27日）は、アメリカ合衆国のロック・ミュージシャンである。本名ルイス・アレン・リード (Lewis Allen Reed)。
1960年代にロック・バンドのヴェルヴェット・アンダーグラウンドを結成してデビューし、1970年にソロ活動を開始して、同時期にデビューしたデヴィッド・ボウイを始めパンク・ロック／ニュー・ウェイヴ、オルタナティヴ・ロック、ひいては音楽界全体に計り知れない影響及ぼした。ボブ・ディランと並びロック・ミュージックにおける芸術性の向上、そのイノヴェーションに多大な貢献を果たした、20世紀以降における最も重要なアーティストの一人である。
1996年にヴェルヴェット・アンダーグラウンド名義、没後の2015年にソロ名義で『ロックの殿堂』入りを果たした。

## 概要
前衛性とポップさを兼ね備えた斬新かつ挑戦的な音楽性、陰翳と知性に富みながらも様々なスタイルを持つボーカル、音像を形成する上で欠かせないオリジナリティ溢れる独創的なギター・プレイ、人間の暗部を深く鋭く見つめる独特の詩世界を持つ類まれなるミュージシャンである。
ロックンロール、フォーク、ソウルなどのトラディショナルなポピュラー音楽を源流に持ちながら、時に個性的なボーカルやギターを無視してまでも時流とも向き合いつつ我が道を歩み続けている。時代ごとにパートナーを一新してはアルバムごとに特色を打ち出す、多彩な音楽性を往還しながらあくまでもそれらをロックとして成立させる、いくつかの例外を除いて一貫して自作の詩を重視するなど、多くの偏屈とも言えるこだわりを堅持し続ける彼の信奉者はいまだに多く、現在もなおファンや音楽評論家、他のミュージシャンから広く賞賛を浴びている。

## 略歴
ニューヨーク市ブルックリン区出身。ユダヤ系の血を引いており、父の代にラビノヴィッツ (Rabinowitz) から改姓。シラキューズ大学在学中にデルモア・シュワルツ（Delmore Schwartz）に師事して詩作を学ぶ。

### ヴェルヴェット・アンダーグラウンド時代
1965年、ヴェルヴェット・アンダーグラウンド（以下、ヴェルヴェッツ）を結成し、ボーカリスト兼ギタリストとして名を馳せた。彼は1970年に脱退するまでリーダーとして楽曲・アルバムの制作を牽引し、アヴァンギャルドな実験性と翳りを帯びたメロディ志向を融合させた独特の音楽性を創り上げた。代表曲に「ヘロイン」「僕は待ち人」「スウィート・ジェーン」「ロックン・ロール」などがある。
ヴェルヴェッツの活動はわずか4年ほどだったが、その誕生と彼が在籍中の活動は、ロックの歴史においてオルタナティヴ・ロックを産み出した「ビッグ・バン」と位置付けられている。

### ソロ活動
1970年、ヴェルヴェッツを脱退し、ソロ活動を開始した。1972年4月、アルバム『ロックの幻想』でソロ・デビューを果たした。同アルバムにはスティーヴ・ハウやリック・ウェイクマンなどがセッション・ミュージシャンとして参加した。同年11月、事実上デヴィッド・ボウイとそのパートナーであるミック・ロンソンとの共作である『トランスフォーマー』を発表。シングル「ワイルド・サイドを歩け」がグラム・ロックとして支持されヒットした。
1973年7月、閉鎖的な都市における内省的かつ陰鬱な恋愛を映画的な手法で描いたコンセプト・アルバム『ベルリン』を発表し、方向性の転換によって一元的なコマーシャリズムへの迎合を避けたが、批評家からは批判を受けた。対照的に、自分の思惑から外れたオーヴァープロデュースとも言える次作『死の舞踏（Sally Can't Dance）』（1974年）は自己最高のヒットを記録した。RCA時代最後の作品である1976年の『コニー・アイランド・ベイビー』までは人気を維持していた。
その後のアリスタ・レコード時代は、自らが抱くポップ観とロック観の折衷を求めて、コンスタントな活動ペースを保ちつつ試行錯誤を繰り返した。アレンジ面でもよりスタンダードなロックサウンドと非クラシカルなストリングスやホーンセクションなどとの融合を試みたり、ファンクやフリー・ジャズ、AORなどの要素を導入したり、楽曲の長大化やアコースティック面の強調、バックバンド・メンバーとの共作などがその結果として挙げられる。
RCA復帰第一作となった『ブルー・マスク』ではロバート・クインのギターを得てラフかつノイジーなロックにハードな感触を加えたサウンドに転換、ほぼ同一の布陣で更にオーソドックスなロックへ遡行した『レジェンダリー・ハーツ』を制作した。その後『ニュー・センセーションズ』『ミストライアル』ではあえて時流に歩み寄った我流のニュー・ウェイヴを展開し、リスナーを戸惑わせた。しかし『ニュー・センセーションズ』においてはL. シャンカールやブレッカー・ブラザーズといったビッグ・ネームと共演しており、後年の彼のアプローチの布石ともなっている。
1989年、自分自身のルーツと向き合う形となったアルバム『ニューヨーク』で「復調」を遂げた。1990年、ヴェルヴェッツのデビュー・アルバム『ヴェルヴェット・アンダーグラウンド・アンド・ニコ』（1967年）のプロデューサーで1987年に他界したアンディ・ウォーホルの追悼として、共にヴェルヴェッツを結成したジョン・ケイルと『ソングス・フォー・ドレラ』を制作。以後1990年代前半の断続的なヴェルヴェッツ再結成をはさみ、『マジック・アンド・ロス』『セット・ザ・トワイライト・リーリング』『エクスタシー』といったアルバムを発表、かつてよりスローなペースながら健在を印象付けた。
2003年にはエドガー・アラン・ポー、殊に「大鴉」を題材にした『ザ・レイヴン』をリリース、自己の現代文学的な詩世界と古色蒼然たる古典文学の融和をドラマティックな音楽によって表現し新境地を開いている。2011年にはフランク・ヴェーデキントの「ルル二部作」をモチーフとした『ルル』を発表。スピーディかつ起伏に富んだ音楽性のメタリカを起用しながら、ヴェルヴェッツ時代を想起させる頽廃的な酩酊感と1990年代のメタリカさながらのヘヴィなグルーヴが同居するサウンドとポエトリーリーディングという異色のアプローチをとった作品となった。
時代やアルバムごとにアプローチを転換しながら、その強烈な個性によって作品をあくまでポピュラーなロックサウンドとして成立させる手腕を見せる一方、アプローチ転換の結果としてファンやプレスを当惑させるような「問題作」も発表した。二枚組アルバムの全編一時間強に亘ってギターのノイズの多重録音のみを聞かせる『無限大の幻覚(原題：Metal Machine Music)』（1975年）、元々自分のメディテーション用にプライヴェートに制作された単調な電子音の反復によるアンビエント『Hudson River Wind Meditations』、Metal Machine Trio名義で本格的なアンビエントとノイズミュージックの双方に着手した『The Creation of the Universe』、ジョン・ゾーンやローリー・アンダーソンとの連名によるフリー・インプロヴィゼーション作品『The Stone: Issue Three』はその一例である。
1996年にヴェルヴェッツのメンバーとしてロックの殿堂入りを果たした。また1995年と2008年には、フランク・ザッパとレナード・コーエンがそれぞれ殿堂入りした際に、プレゼンターを務めた。ザッパの顕彰式ではザ・マザーズ・オブ・インヴェンションとヴェルヴェッツを対比させて、彼の音楽的功績を称えた。
2007年には南京大虐殺をあつかった映画『NANKING』のために楽曲を提供する。
2013年に入ってから肝臓の移植手術を受けたことがメディアで報じられた。術後に妻ローリー・アンダーソンとの外出写真が出るなどしたが、10月27日、肝臓疾患の関連病のためニューヨーク州サウサンプトンにある自宅で死去。71歳没。
死去のニュースを受け、多くのミュージシャンが追悼のコメントを寄せている。主なミュージシャンは以下の通りである。
- デヴィッド・ボウイ、ジョン・ケイル、ベック、ザ・フー、ライアン・アダムス、カール・バラー、ネイサン・フォロウィル（キングス・オブ・レオン）、ジェラルド・ウェイ、リー・ラナルド（ソニック・ユース）、サブ・ポップ、ナイル・ロジャース、ウィーザー、パトリック・カーニー（ザ・ブラック・キーズ）、アーヴィング・ウェルシュ、トム・モレロ、ポール・エプワース[6]、レッド・ホット・チリ・ペッパーズ[7]、ラーズ・ウルリッヒ（メタリカ）[8]、U2[9]、パティ・スミス[10]、エイドリアン・ブリュー[11]、イギー・ポップ[12]、モリッシー、ジュリアン・カサブランカス（ザ・ストロークス）、ニッキー・シックス（モトリー・クルー）[13]。

遺産はアンダーソンと妹に母親の介護資金として分配された。作品の許認可や著作権管理などは、これまで彼を支えてきたビジネス・マネージャーと会計士に引き続き託されることになるという。
2015年、ソロとしてロックの殿堂入りを果たした。

## 私生活
生活の大半をニューヨークで過ごしており、作品にも好んで取り上げた。
ユダヤ人の血を引くが、「本当の神はロックンロールだった」と明言している。また東洋文化にも関心を持ち、チベット仏教の僧Yongey Mingyur Rinpocheを介して瞑想を学んだ他、晩年は太極拳も私生活に取り入れた。
ゲイ寄りのバイセクシュアルであることを公言していた。結婚を3度経験している。

### 最初の結婚と再婚
1973年に、ベティ・クロンスタッドと最初の結婚をする。クロンスタッドは後年、リードがツアー中に、過剰なドラッグ中毒状態に陥っていた旨を公表している. 。
1980年、イギリス人デザイナーのシルビア・モラレスと再婚するも、1994年に離婚した。
1992年から、複数のミュージシャンやアーティストと恋愛関係にあった。

### ローリー・アンダーソンとの出会い、そして三度目の結婚まで
生涯最後のパートナーとなるアメリカ人ヴァイオリニストのローリー・アンダーソンとは、長きにわたるパートナーシップの末、2008年4月12日に正式に結婚したことが明らかとなった。挙式はコロラド州にて、ごくプライベートな形で行われたという。
リードの死後、アンダーソンは『ローリング・ストーン』誌に寄稿して、彼との出会い、結婚の思い出、そして死の瞬間までを語った。
2人の最初の出会いは、1992年にドイツのミュンヘンで開催された音楽フェスでの共演の時だった。このフェスの企画で、出演者同士での共演を行うよう要請された際、彼女はリードに声をかけられ、彼のバンド演奏に合わせて、何か朗読してほしいとリクエストを受け、このことを期に、まずは友人になったと語っている。
元々、前衛パフォーマンス・アーティストとして知られていた彼女は、ロックには疎く、ヴェルヴェット・アンダーグラウンドはイギリスのバンドだと思い込んでいたという。彼女はリードに対し、当初から非常に好印象を抱いたこともあり、意気投合した。その後の初めてのデートについて、次のように回想している。
その後、2人は親友、あるいはソウルメイトとして21年間一緒に生活することになったが、2008年に結婚することになった経緯を以下のように語っている。

## ディスコグラフィ

### スタジオ・アルバム
- 『ロックの幻想』 - Lou Reed (1972年)
- 『トランスフォーマー』 - Transformer (1972年)
- 『ベルリン』 - Berlin (1973年)
- 『死の舞踏』 - Sally Can't Dance (1974年)
- 『無限大の幻覚』 - Metal Machine Music (1975年)
- 『コニー・アイランド・ベイビー』 - Coney Island Baby (1976年)
- 『ロックン・ロール・ハート』 - Rock And Roll Heart (1976年)
- 『ストリート・ハッスル』 - Street Hassle (1978年)
- 『警鐘』 - The Bells (1979年)
- 『都会育ち』 - Growing Up in Public (1980年)
- 『ブルー・マスク』 - The Blue Mask (1982年)
- 『レジェンダリー・ハーツ』 - Legendary Hearts (1983年)
- 『ニュー・センセーションズ』 - New Sensations (1984年)
- 『ミストライアル』 - Mistrial (1986年)
- 『ニューヨーク』 - New York (1989年)
- 『ソングス・フォー・ドレラ』 - Songs for Dorella (1990年) ※ジョン・ケイルとのコラボレーション
- 『マジック・アンド・ロス』 - Magic and Loss (1992年)
- 『セット・ザ・トワイライト・リーリング』 - Set the Twilight Reeling (1996年)
- 『エクスタシー』 - Ecstasy (2000年)
- 『ザ・レイヴン』 - The Raven (2003年)
- 『ルル』 - Lulu (2011年) ※メタリカとのコラボレーション

### ライブ・アルバム
- 『ロックン・ロール・アニマル』 - Rock 'n' Roll Animal (1974年)
- 『ルー・リード・ライブ』 - Lou Reed Live (1975年)
- 『テイク・ノー・プリズナーズ』 - Live - Take No Prisoners (1978年)
- 『ライブ・イン・イタリー』 - Live in Italy (1983年)
- 『パーフェクト・ナイト』 - Perfect Night Live in London (1998年)
- 『ライブ・イン・ニューヨーク'72』 - American Poet (2001年)
- 『バタクラーン72』 - Le Bataclan '72  Lou Reed, John Cale & Nico (2003年)
- 『アニマル・セレナーデ』 - Animal Serenade (2004年)

### コンピレーション・アルバム
- Walk on the Wild Side - The Best of Lou Reed (1976年)
- Wild Child (1987年)
- Retro (1989年)
- A Rock & Roll Life (1989年) ※プロモーション盤のみ
- Walk on the Wild Side & Other Hit's (1990年)
- 『思考と象徴のはざまで』 - Between Thought and Expression (1992年)
- Rock and Roll Diary (1993年) ※1967年-1980年音源
- 『ディファレント・タイムズ - ルー・リード70'sコレクション』 - Different Times in the 70s (1996年)
- The Very Best of Lou Reed (1999年)
- 『ザ・ベスト・オブ・ルー・リード』 - Lou Reed: The Definitive Collection (1999年) ※1972年-1996年音源
- 『NYCマン ヒストリー・オブ・ルー・リード』 - NYC Man (2003年) ※1967年-2003年音源

## 関連書籍
- Reed, Lou (1991). Between Thought and Expression: Selected Lyrics of Lou Reed. Hyperion. ISBN 978-1562829933
  - ルー・リード (1992年). ニューヨーク・ストーリー ルー・リード詩集. 梅沢葉子（訳）. 河出書房新社. ISBN 978-4309201917
  - ルー・リード (2023年). ニューヨーク・ストーリー ルー・リード詩集. 梅沢葉子（訳）. 河出書房新社. ISBN 978-4309206394
  - ルー・リード (2024年). ニューヨーク・ストーリー ルー・リード詩集. 梅沢葉子（訳）. 河出書房新社. ISBN 978-4309257501
- Schwartz, Delmore; Reed, Lou (2012). In Dreams Begin Responsibilities and Other Stories. New Directions. ISBN 978-0811220033
  - デルモア・シュワルツ; ルー・リード (2024年). 夢のなかで責任がはじまる. 小澤身和子（訳）. 河出書房新社. ISBN 978-4309209081

## 日本公演
- 1975年

7月7日,9日,10日 中野サンプラザ、11日 大阪厚生年金会館
- 1986年 JAPAN AID
- 1990年 自身のツアーのほかに、ジョン・ケイルとの一夜限りのコンサートも行った。
- 1992年
- 1996年
- 2000年
- 2003年
- 2004年 FUJI ROCK FESTIVAL